# Jens Rosing
Jens Christian Rosing (ur. 28 lipca 1925 w Ilulissat, Grenlandia; zm. 24 maja 2008 w Humlebæk, Dania) – pisarz, malarz i projektant znaczków pocztowych, znany przede wszystkim jako twórca herbu Grenlandii i właśnie dzięki projektowaniu znaczków pocztowych.

## Życie prywatne
Rosing urodził się w Jacobshavn (obecne Ilulissat) w Grenlandii. Ukończył liceum i zdał egzaminy w 1944 w Danii. W latach 1947–1948 studiował w Akademii Sztuk w Kopenhadze, a w latach 1948-1949 w Królewskiej Duńskiej Szkole Sztuk Pięknych. Na początku lat 60. wziął udział w kilku wyprawach w głąb Grenlandii. W latach 1976–1978 prowadził Muzeum Narodowe Grenlandii w Nuuk. Pod koniec lat 70. wziął udział w wyprawie upamiętniającej Knuda Rasmussena.
Pod koniec lat 50. Rosing mieszkał w Nuuk. Potem przez wiele lat przebywał w Kopenhadze. Pod koniec swojego życia przeprowadził się do Humlebæk.
W 1952 Rosing ożenił się z Dunką, Dagny Rosing (nazwisko panieńskie - Nielsen) z którą miał czwórkę dzieci - trzech synów (Aslak, Eyuvinn i Minikit) i córkę, Inę, która także była autorem wielu znaczków pocztowych.

## Życie artystyczne
Największą pasją Rosinga było tworzenie znaczków pocztowych - przez 50 lat stworzył 130, co stanowiło na początku XXI wieku 1/3 wszystkich wydanych na wyspie. Jego pierwszy znaczek ukazał się w 1950 roku, a ostatni w 2007 roku. Jego ulubioną tematyką znaczków byli wikingowie. Jako pisarz napisał kilka książek o kulturze Grenlandii. Jego debiut w tej dziedzinie to książka o zakresie ochrony dzikich reniferów w północnej Norwegii. Rosing napisał też trzy książki na temat wikingów na Grenlandii oraz książkę w której zamieścił zebrane legendy o Grenlandii i jej historii. Pisał również książki dla dzieci, które ilustrował akwarelami.

## Publikacje
- Hvis vi vågner til havblik, Borgens Forlag, Kopenhaga 1993.
- Si nous nous réveillons par temps calme ..., éditions Paulsen, Paryż 2007.
- Things and Wonders, the Norsemen in Greenland and America, Gavia, Humlebæk 2000.